# Varouville
Varouville és un municipi francès situat al departament de la Manche i a la regió de Normandia. L'any 2007 tenia 294 habitants.

## Demografia

### Població
El 2007 la població de fet de Varouville era de 294 persones. Hi havia 105 famílies de les quals 24 eren unipersonals (12 homes vivint sols i 12 dones vivint soles), 20 parelles sense fills i 61 parelles amb fills.
La població ha evolucionat segons el següent gràfic:
Habitants censats

### Habitatges
El 2007 hi havia 126 habitatges, 106 eren l'habitatge principal de la família, 17 eren segones residències i 2 estaven desocupats. 124 eren cases i 2 eren apartaments. Dels 106 habitatges principals, 82 estaven ocupats pels seus propietaris, 18 estaven llogats i ocupats pels llogaters i 6 estaven cedits a títol gratuït; 1 tenia una cambra, 5 en tenien dues, 20 en tenien tres, 23 en tenien quatre i 57 en tenien cinc o més. 71 habitatges disposaven pel capbaix d'una plaça de pàrquing. A 43 habitatges hi havia un automòbil i a 56 n'hi havia dos o més.

### Piràmide de població
La piràmide de població per edats i sexe el 2009 era:
| Homes | Edats   | Dones |
| ----- | ------- | ----- |
| 0     | 95 o +  | 0     |
| 0     | 90 a 94 | 4     |
| 0     | 85 a 89 | 0     |
| 0     | 80 a 84 | 0     |
| 4     | 75 a 79 | 0     |
| 0     | 70 a 74 | 12    |
| 12    | 65 a 69 | 8     |
| 8     | 60 a 64 | 8     |
| 4     | 55 a 59 | 0     |
| 8     | 50 a 54 | 4     |
| 12    | 45 a 49 | 4     |
| 16    | 40 a 44 | 12    |
| 16    | 35 a 39 | 4     |
| 8     | 30 a 34 | 24    |
| 8     | 25 a 29 | 0     |
| 0     | 20 a 24 | 0     |
| 8     | 15 a 19 | 4     |
| 8     | 10 a 14 | 12    |
| 24    | 5 a 9   | 8     |
| 8     | 0 a 4   | 4     |

## Economia
El 2007 la població en edat de treballar era de 185 persones, 137 eren actives i 48 eren inactives. De les 137 persones actives 123 estaven ocupades (75 homes i 48 dones) i 14 estaven aturades (4 homes i 10 dones). De les 48 persones inactives 13 estaven jubilades, 17 estaven estudiant i 18 estaven classificades com a «altres inactius».

### Ingressos
El 2009 a Varouville hi havia 107 unitats fiscals que integraven 279 persones, la mediana anual d'ingressos fiscals per persona era de 15.362 €.

### Activitats econòmiques
Dels 4 establiments que hi havia el 2007, 1 era d'una empresa de construcció, 2 d'empreses de comerç i reparació d'automòbils i 1 d'una empresa de serveis.
L'únic servei als particulars que hi havia el 2009 era una lampisteria.
L'any 2000 a Varouville hi havia 15 explotacions agrícoles que ocupaven un total de 245 hectàrees.

## Poblacions més properes
El següent diagrama mostra les poblacions més properes.